# Jacinto de Evia
Jacinto de Evia  (n. Guayaquil, Provincia de Quito, Imperio español, c. 1629-1629 - último tercio del siglo XVII). Fue un sacerdote y poetaespañol en Guayaquil, actual territorio de Ecuador.

## Biografía
Fue hijo del Cap. Toribio de Evia y de la señora Catalina González de Vera y Bohórquez hija de don Blas González de Vera y Gutiérrez, vecino de Guayaquil y dueño de la estancia Toma Bellaco. Sus primeros estudios los recibió de su madre y en 1645 viaja a Quito para estudiar en el colegio seminario de San Luis, de la Compañía de Jesús donde tuvo como maestro al célebre padre guayaquileño Antonio Bastidas, de quien aprendió retórica y poesía. Evia se ordenó sacerdote y se doctoró en la Universidad de San Gregorio, de los de Loyola, en Quito, el 20 de mayo de 1657. Luego de cumplir funciones religiosas en su ciudad natal, viaja a Madrid donde publica en 1675 en la imprenta de Nicolás de Xamares, mercader de libros, su obra Ramillete de varias flores poéticas recogidas y cultivadas en los primeros Abriles de sus años por el Maestro Xacinto de Evia. Falleció en el último tercio del siglo XVII.

### Obra
Editó las obras de su maestro Antonio de Bastidas y añadió poemas de su autoría en la obra: "Ramillete de varias flores poéticas recogidas y cultivadas en los primeros Abriles de sus años por el Maestro Xacinto de Evia." Por mucho tiempo fue considerado el primer poeta de Ecuador puesto que los dos autores del Ramillete además de él fueron Bastidas y Camargo, el primero se creía que había nacido en Sevilla, el segundo en cambio en Santafé de Bogotá. Sin embargo, con los estudios de Aurelio Espinosa Pólit se logró comprobar el origen de Bastidas en Guayaquil lo que le dio precedencia cronológica sobre Evia, al haber sido su maestro de retórica y poética en el Colegio San Luis de Quito.

En la publicación del Ramillete, dedica Evia el libro a la juventud y reconoce la influencia de su maestro:
Ofrezco a la juventud este Ramillete de varias flores poéticas, algunas cultivadas de mi ingenio, y otras que tenía recogidas del Muy Reverendo Padre Antonio Bastidas, de la sapientísima y nobilísima religión de la Compañía de Jesús, el tiempo que fue mi Maestro de Mayores y Retórica. Califícolas con tan ilustre epígrafe, no porque juzgue que sean de tal aseo y aliño que, por lo vistoso y galante de los poemas, le venga nacido lo florido y honroso de este título, cuanto por haber sido los primeros partos en que desabrocharon los abriles tiernos de mis años y la amena primavera de la edad de mi maestro.